# Stralsund
Stralsund é uma cidade localizada no estado de Mecklemburgo-Pomerânia Ocidental, Alemanha. A cidade está situada na parte sul da costa de Strelasund (área que separa o Mar Báltico da maior ilha da Alemanha, Rügen).
Stralsund é uma cidade independente (em alemão: kreisfreie Stadt) ou distrito urbano (Stadtkreis), ou seja, possui estatuto de distrito (Kreis).

## História

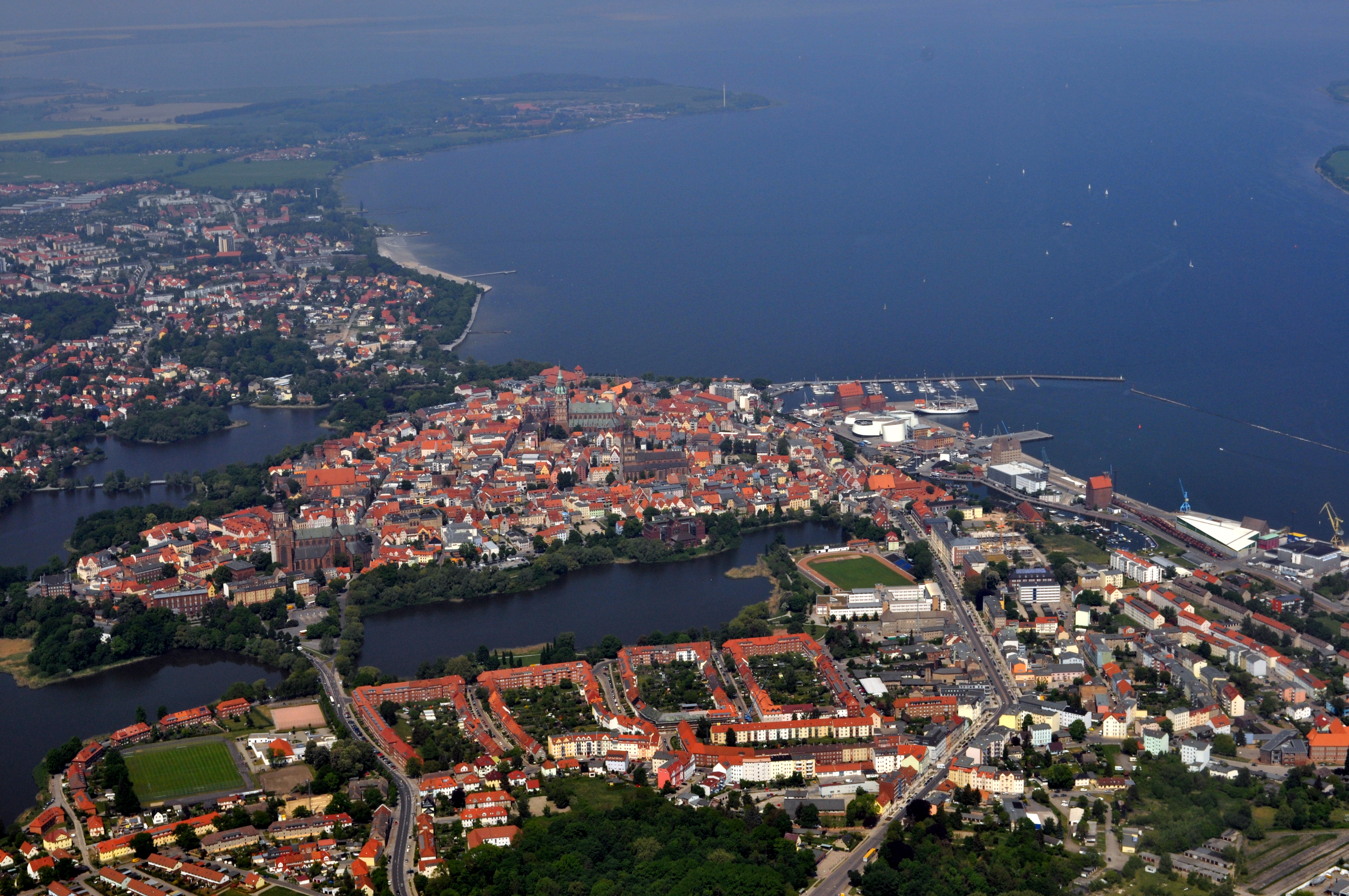
Stralsund

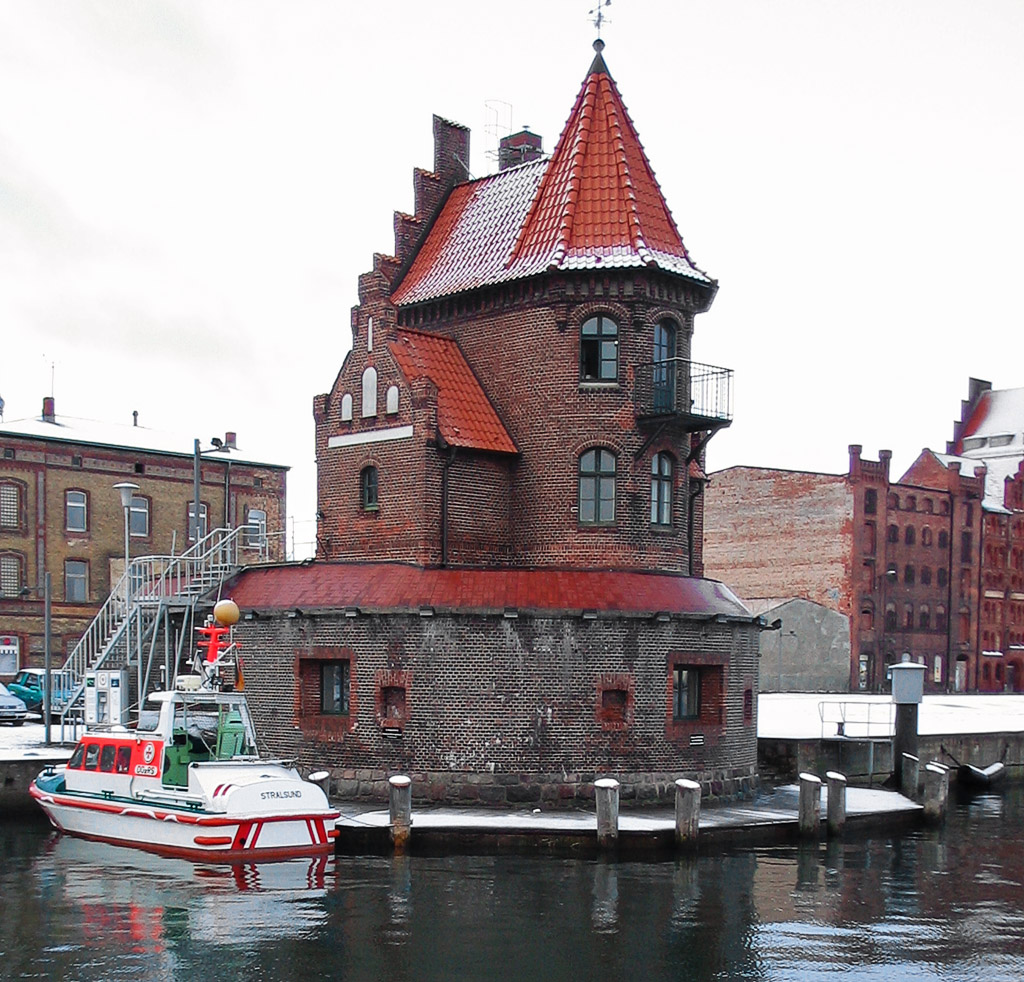
Porto de Stralsund

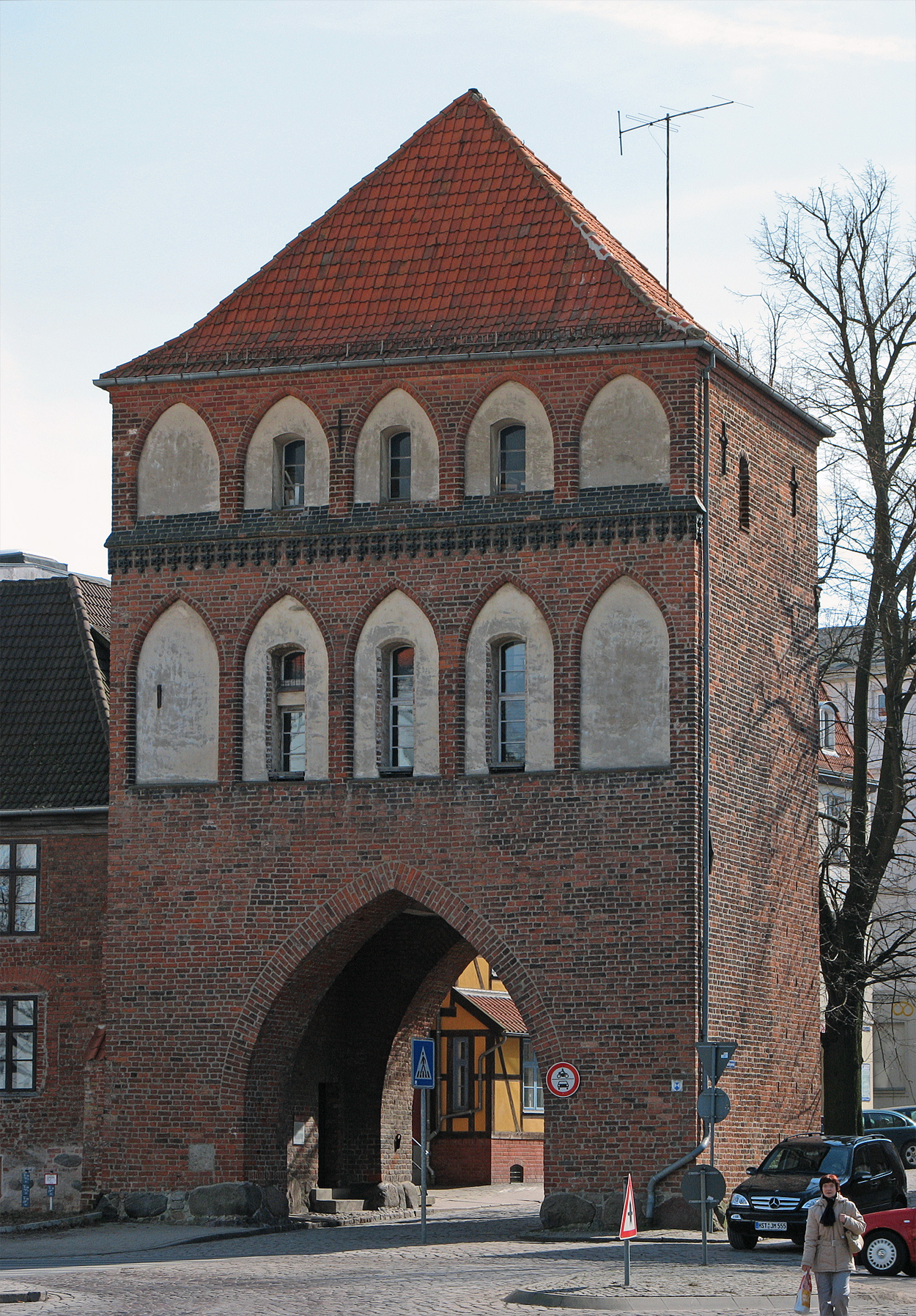
Stralsund

A cidade foi fundada em 1234 pelos povos Eslavos vindos de assentamentos da ilha de Rügen.
Anos depois, com a chegada de comerciantes, a cidade começou a se expandir. Sua localização privilegiada e seu rápido crescimento ameaçavam a hegemonia de Lübeck, uma das mais importantes cidades portuárias da costa até então. Em 1249, provavelmente pela rivalidade criada com Lübeck, Stralsund foi incendiada e destruída.
Alguns anos depois a cidade foi reconstruída e fortificada com muros, portões e 30 torres de observação.
Em 1293 Stralsund (imagem) se tornou membro da Liga Hanseática. Durante o século XIV cerca de 300 barcos já cruzavam o mar Báltico com a bandeira de Stralsund.
No ano de 1370, o tratado de Stralsund foi assinado na cidade para ratificar o fim da guerra entre a Liga Hanseática e o reino da Dinamarca.
No século XVII, Stralsund foi um dos cenários da guerra dos trinta anos. O general Albrecht von Wallenstein a mando de Ferdinando II cercou a cidade em 1628, até que forças Suecas vieram a Stralsund para defende-la e forçar o general a terminar o cerco. Ao final da guerra a cidade passou a ser domínio Sueco. A cidade permaneceu sob custódia da Suécia até 1815, quando a Prussia comprou o território da Pomerânia.
De 1949 até a reunificação Alemã em 1990 Stralsund fez parte da Alemanha Oriental.

## Economia

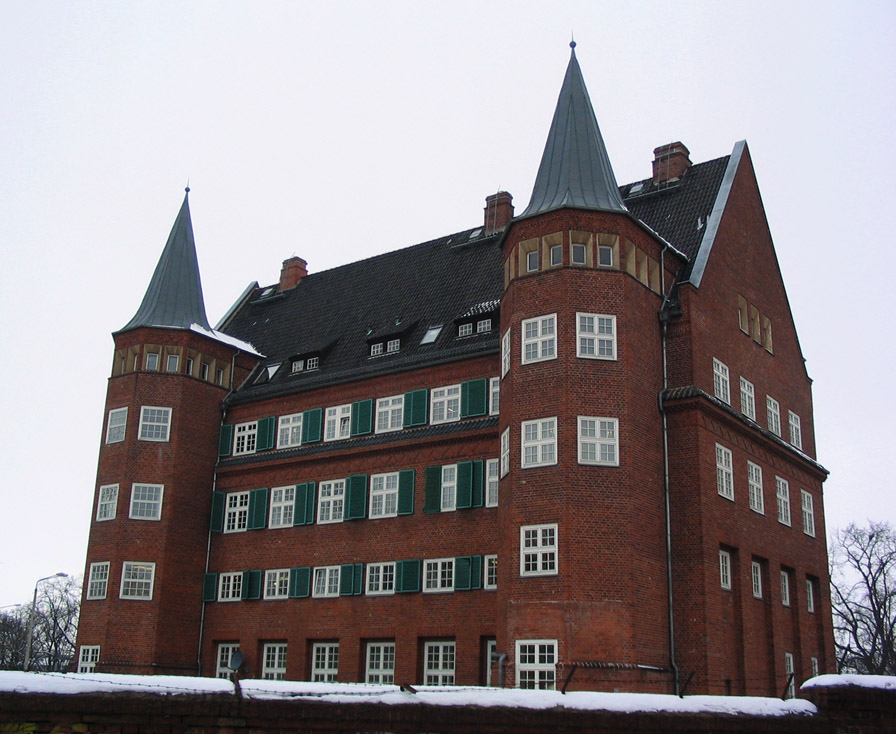
Prédio do Deutsche Bank em Stralsund

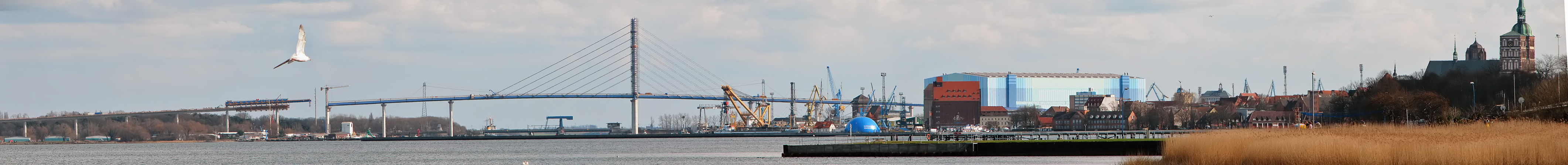
Porto de Stralsund e a nova ponte ligando Stralsund a ilha de Rügen.

Os principais setores da economia de Stralsund são: 
- Naval - Com destaque para Volkswerft (imagem), empresa que produz navios.

- Logística - Através do porto de Stralsund é escoado principalmente sal marinho e produtos industrializados.

- Prestação de Serviços

- Pesca

- Turismo - A principal fonte da economia local é o turismo, que vem crescendo a cada ano devido a investimentos no setor e as belezas naturais que a cidade abriga. Em 2003 foram registradas cerca de 300.000 reservas em hoteis. Estima-se que o número de hóspedes naquele ano seja 2 vezes maior, pois no estudo não foram consideradas pousadas, campings ou acomodações familiares.

Stralsund possui um centro tecnológico de inovações em parcerias com universidades da região, trabalhando como encubadora de novas empresas e talentos. Stralsunder Innovations und Gründerzentrum

## Turismo

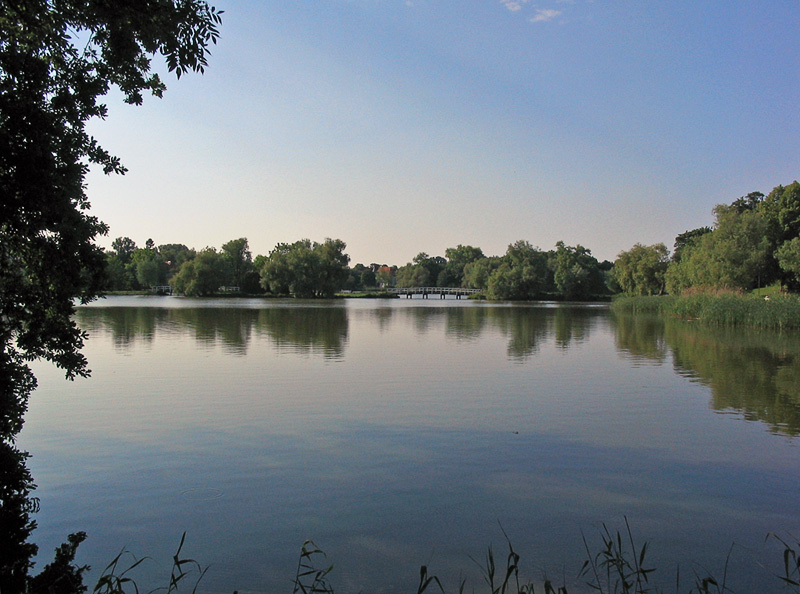
Tarde de verão no lago Knieperteich, centro de Stralsund

Stralsund conta com hotéis, resturantes, spa, museus (imagem), marinas, praias artificiais e muito verde para atrair turistas.

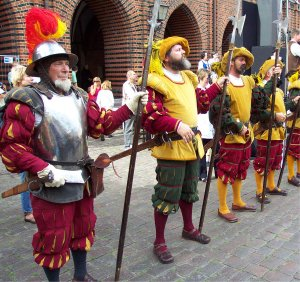
Festa de Wallenstein.

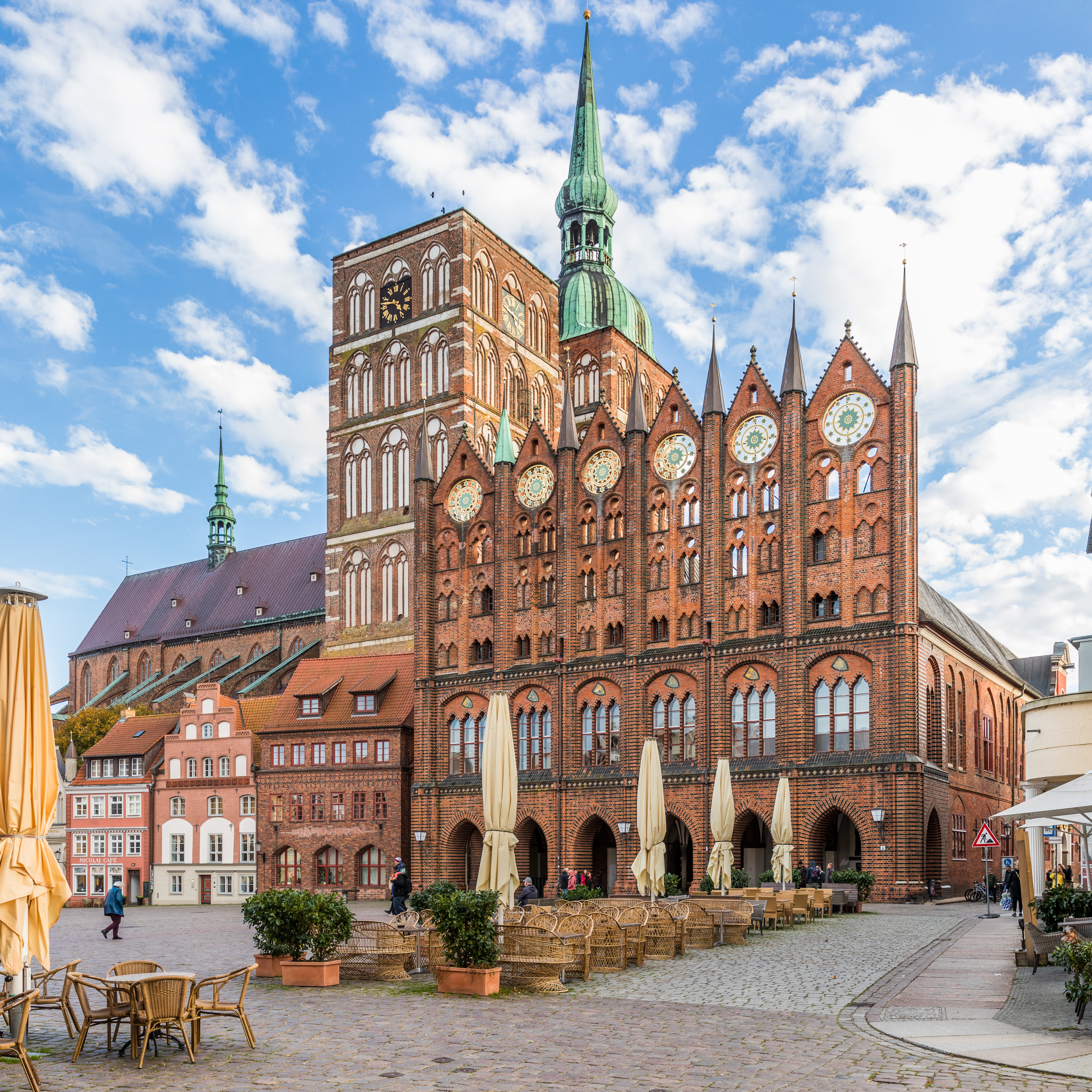
Centro histórico de Stralsund.

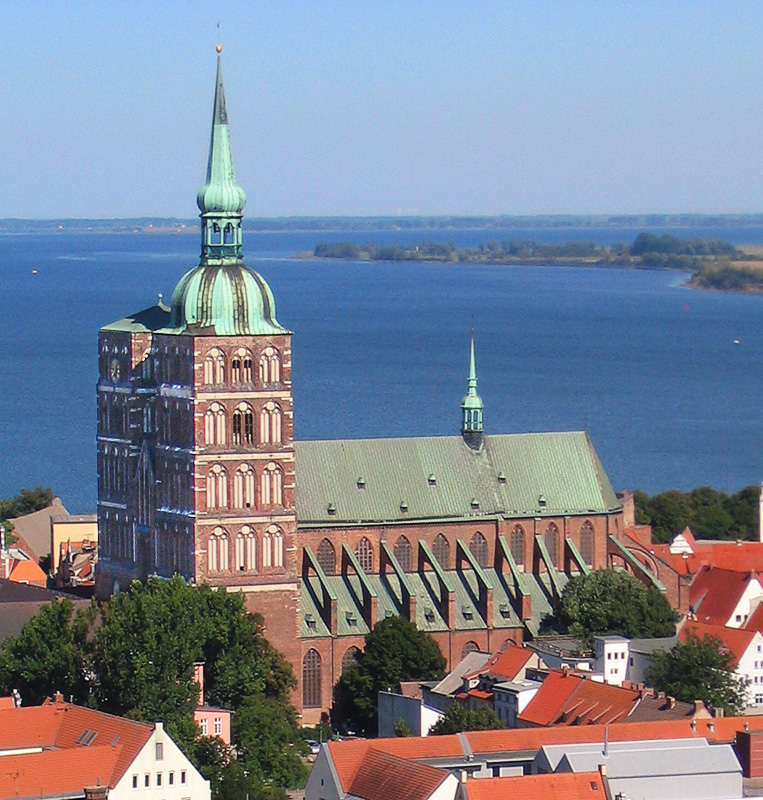
Igreja (St.Nikolai)

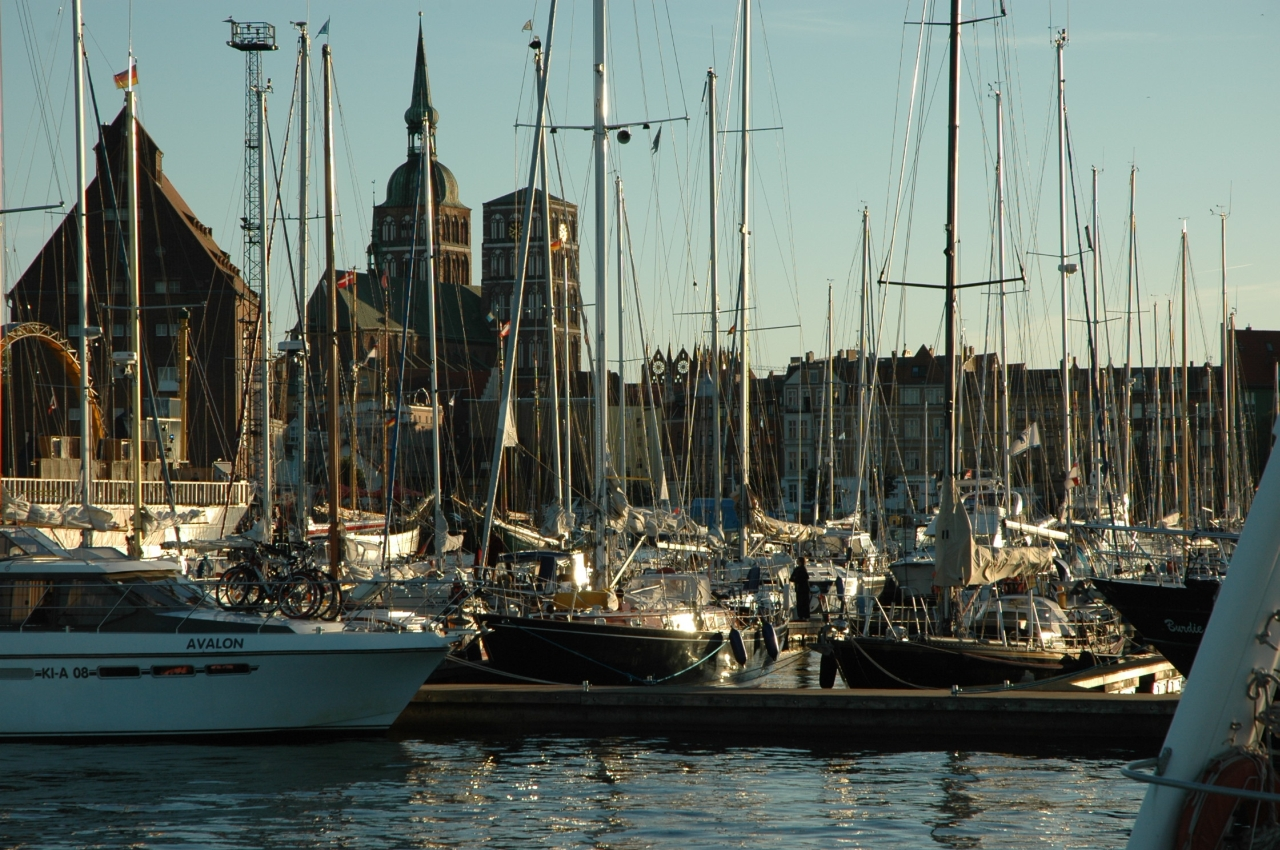
Marina de Stralsund

A região é muito procurada por pessoas que vivem em grandes centros urbanos, e buscam tranquilidade para aproveitar suas férias.
Alguns eventos também trazem muitos turista à cidade, como por exemplo Wallensteintage, a festa que mostra a encenação da batalha de Stralsund durante a guerra dos trinta anos.
Outra festa importante é a Brauereihoffest no mês de Julho. A festa reune música ao vivo, muita cerveja e comidas típicas.
Stralsund possui ainda um grande zoológico, aquário (um dos maiores da Europa) e alguns museus como por exemplo o museu de guerra naval.

## Patrimônio histórico da UNESCO
O centro histórico de Stralsund foi tombado em 2002 como Patrimônio Mundial da UNESCO.
Além disso, Stralsund conta com muitas igrejas construídas principalmente no século XIV. Abaixo uma breve descrição sobre alguns prédios da cidade. 
- No coração do centro histórico está localizado Velho Mercado (Alter Markt), e o cartório da cidade (Rathaus) em estilo gótico construído no século XIII. Atrás do cartório fica a igreja de São Nicolau (Nikolaikirche) construída entre os anos de 1270 e 1360. O quarteirão é cercado de casas de diferentes períodos incluindo gótico e barroco.
- A igreja (Jakobikirche), construída no século XIV já foi destruía inúmeras vezes, como por exemplo no cerco de Wallenstein e durante a Segunda Guerra Mundial.
- A igreja de Santa Maria (Marienkirche) foi construída entre os anos de 1383 e 1473 totalmente em estilo gótico. É a maior igreja de Stralsund. É possível subir ao topo e ter uma bela vista da ilha de Rügen.
- O mosteiro de Santa Catarina (Katharinenkloster), foi construído no século XV e atualmente abriga dois museus: Museu da História e o museu de oceanografia. O interior gótico da igreja é um dos mais impressionantes da Alemanha.
- O mosteiro Franciscano  foi erguido em 1254, é o mais velho edificio de toda a cidade.

## Transportes
Stralsund é servida pela rede ferroviária alemã. Por se tratar de uma cidade de importância regional, a cidade recebe trens das principais cidades alemãs. Os trens que fazem o trajeto Berlim-Stralsund partem a cada 1 hora.
A cidade ainda pode ser acessada através da Autobahn BAB-20. Esta rodovia é de fácil acesso desde grande centros como Berlim e Hamburgo.
Stralsund conta ainda com balsas que ligam a cidade a ilha de Rügen e uma pista de pouso (site) (ICAO: EDBV) para aviões de pequeno porte. O aeroporto de grande porte mais próximo fica em Rostock e se chama Rostock-Laage (IATA: RLG, ICAO: ETNL) a 90km de distância.

## Clima
Por estar situado junto ao mar Báltico, Stralsund tem o privilégio de contar com temperaturas mais brandas no inverno. Já no verão, apesar de quente, os moradores de Stralsund contam com brisas abundantes devido a zona de convergência entre o oceano e o continente. 
Chuvas ocorrem ao longo de todo o ano e é comum nevar entre os meses de Dezembro e Fevereiro.
- Temperatura média no inverno 0 °C
- Temperatura média no verão 26 °C

## Fatos
Fatos sobre Stralsund:
- Em julho de 2006, o presidente dos EUA, George W. Bush, visitou Stralsund a caminho da reunião do G8, grupo dos países mais ricos do mundo, a convite da Chanceler Alemã Angela Merkel.

- Stralsund faz parte do círculo eleitoral de Angela Merkel desde a reunificação. Lá também está localizado o seu escritório político.

- Uma das culinárias especiais da cidade é o Hering (em português Arenque), um peixe parecido com a sardinha, de tamanho menor e com sabor mais intenso. O Hering também é chamado de Bismarckhering, em homenagem ao Chanceler de Ferro Otto von Bismarck, um dos mais famosos apreciadores do pescado.

## Cidades-irmãs
- Kiel
- Trelleborg
- Ventspils
- Malmö
- Pori
- Svendborg
- Stargard